# OV-fiets

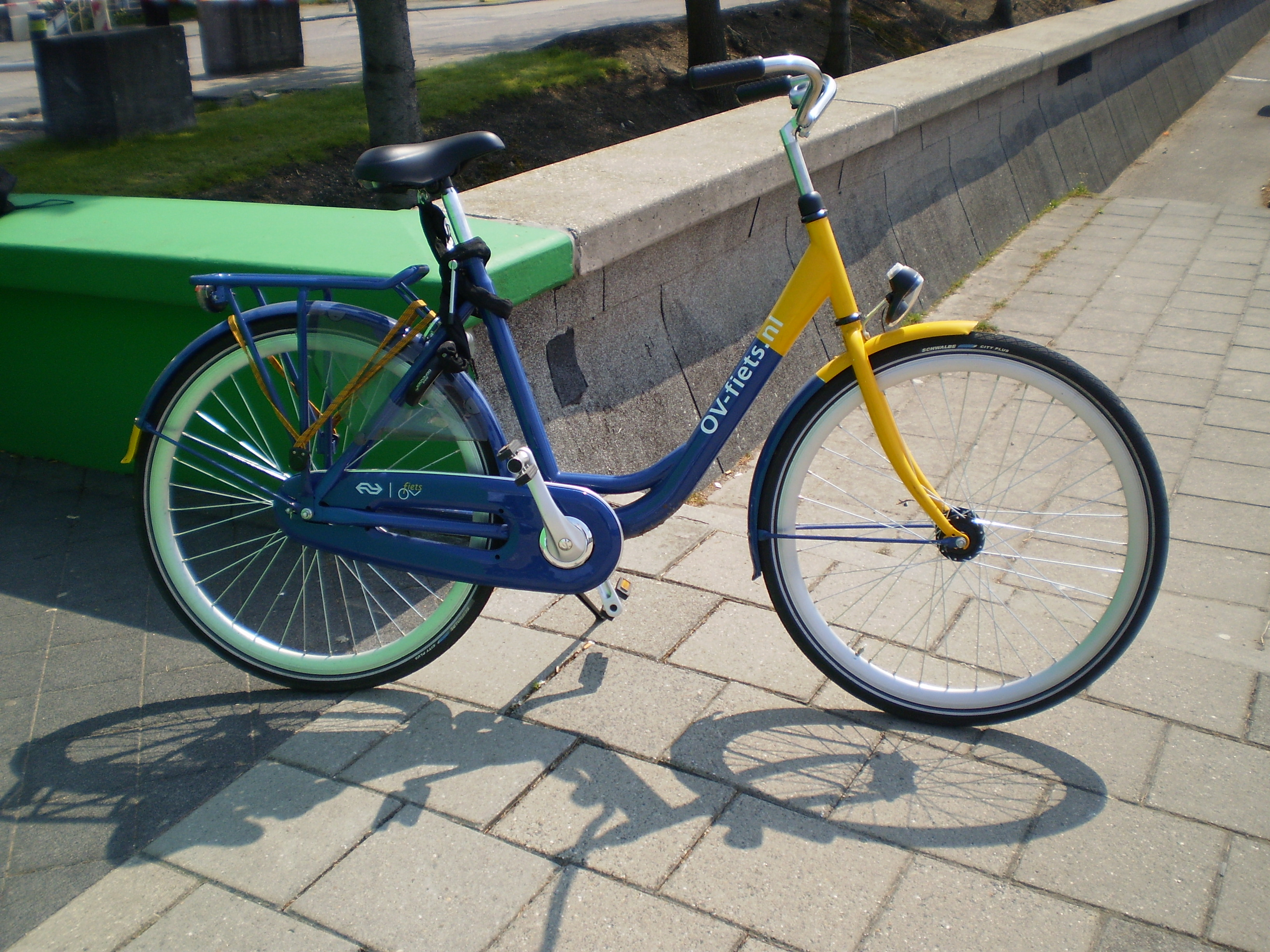
OV-fiets van 2008 tot 2016.

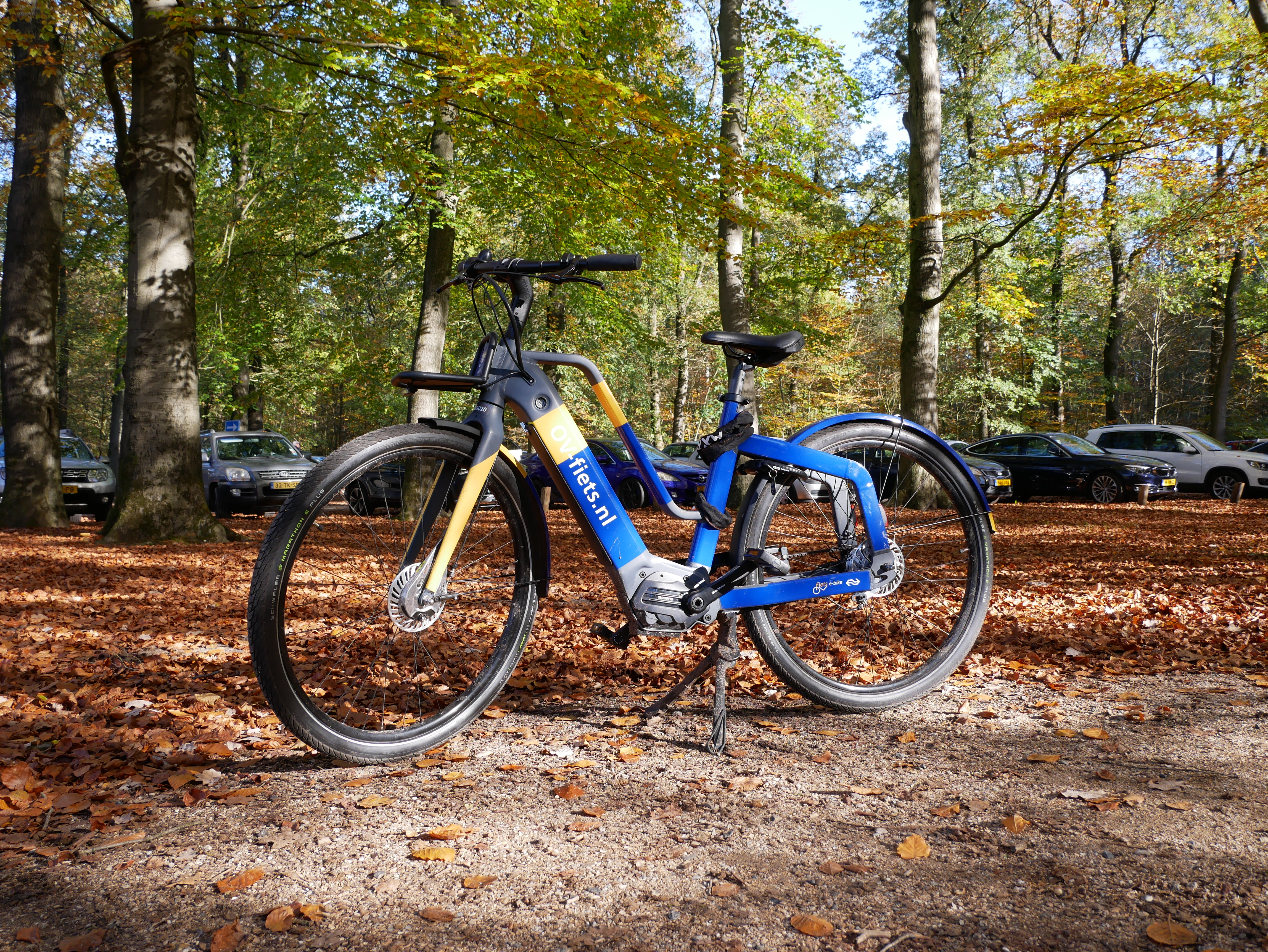
De in 2022 ingevoerde OV-ebike

OV-fiets is een Nederlands fietshuursysteem van de Nederlandse Spoorwegen waarbij fietsen bij honderden stationsstallingen kunnen worden gehuurd.
OV-fiets berust op het principe van een lidmaatschap. Deelnemers aan het systeem gebruiken een persoonlijke OV-chipkaart ter identificatie, waarmee een of twee fietsen kunnen worden gehuurd. De kosten van de huur worden maandelijks van de bankrekening van de deelnemer afgeschreven, waardoor betaling van een borgsom en contante afrekening van de huursom niet nodig zijn. NS Business Cards en NS Flex abonnementen zijn standaard voorzien van een abonnement op de OV-fiets.

## Geschiedenis
De OV-fiets is begin 2000 bedacht door Ronald Haverman en de Fietsersbond. Als Innovatiemanager bij ProRail hield Haverman zich bezig met verbeteringen in de last mile (van treinstation naar eindbestemming en vice versa). Een fiets huren op het station was aanvankelijk bureaucratisch, duur en tijdrovend. Gebruikers dienden een formulier in te vullen, een kopie van een identiteitsbewijs in te leveren en 100 gulden borg te betalen. Alle handelingen tezamen kostten circa een kwartier. Haverman vond dat dat "binnen 1 minuut moest kunnen. En het terugbrengen binnen 30 seconden, want dan moest je je trein halen. Ook moest de OV-fiets goedkoper zijn dan een busretourtje." Onder meer voor het bedenken, ontwikkelen en uitrollen van de succesvolle OV-fiets heeft Haverman in 2021 een 'lintje' gekregen. De eerste OV-fietsen kwamen in 2000 te staan op stations in Delft en Utrecht. Verhuurlocaties op andere stations volgden snel.  
Tot 1 januari 2008 was OV-fiets een zelfstandige stichting; met ingang van die datum werd het overgenomen door de Nederlandse Spoorwegen. 
In eerste instantie werd gebruikgemaakt van de streepjescode achter op de kaart. Hierbij was ook een pincode aanwezig. Inmiddels wordt gebruikgemaakt van de chip op de persoonlijke-, geregistreerde OV-chipkaart. Bij deze kaart is geen pincode aanwezig. 
Vanaf 2017 worden abonnementskosten van €0,01 per jaar gehanteerd voor het gebruik van de OV-fiets, wat in de praktijk als gratis wordt beschouwd.

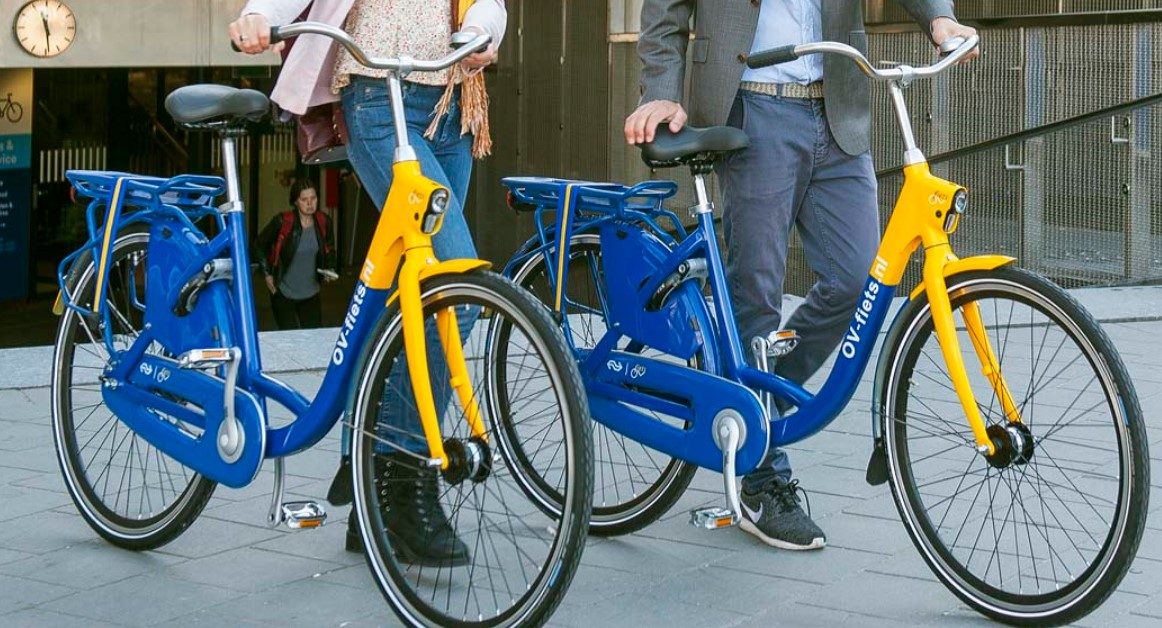
De nieuwste OV Fiets met kenmerkende deugdelijke voorlamp bevestiging

De originele OV-fietsen werden door het Nederlands Sparta gemaakt. Vanaf 2008 werden ze geleverd door het Beverwijkse bedrijf Bikes2go. Zij leverden ook de vernieuwde OV-fiets vanaf 2016.

## Gebruik
Sinds de invoering van het systeem in 2003 zijn de aantallen deelnemende klanten en deelnemende stallingen sterk toegenomen. Bij bijna 300 stations en metrostations kan nu een OV-fiets worden gehuurd. Er lijkt nu sprake te zijn van een zekere stabilisatie. 
| Jaar | Locaties | Abonnees | Fietsen | Ritten    |
| ---- | -------- | -------- | ------- | --------- |
| 2004 | 70       | 11.000   | 800     | 100.000   |
| 2005 | 84       | 20.000   | 1.300   | 189.000   |
| 2006 | 101      | 30.000   | 2.500   | 250.000   |
| 2007 | 140      | 43.000   | 3.000   | 335.000   |
| 2008 | 182      | 51.000   |         | 480.000   |
| 2009 | 200      | 67.000   | 4.500   | 670.000   |
| 2010 | 226      | 85.109   | 5.000   | 850.136   |
| 2011 | 230      | 100.000  | 6.000   | 1.000.000 |
| 2012 | 240      | 140.000  |         | 1.225.000 |
| 2013 | 250      | 160.000  |         | 1.335.000 |
| 2014 | 252      | 180.000  | 8.500   | 1.530.000 |
| 2015 | 277      | 177.000  |         | 1.900.000 |
| 2016 | 290      | 200.000  | 8.500   | 2.400.000 |
| 2017 | 300      | 500.000  | 14.500  | 3.200.000 |
| 2018 | 300      | 750.000  | 20.500  | 4.200.000 |
| 2019 | 300      | 890.000  | 20.500  | 5.300.000 |
| 2020 | 300      |          | 21.700  | 3.100.000 |
| 2021 |          |          |         | 3.400.000 |
| 2022 | 300      |          | 22.000  | 5.400.000 |
| 2023 | 288      |          | 22.500  | 5.900.000 |
| 2024 | 288      |          | 22.000  | 5.900.000 |

## Speciale verhuurmogelijkheden

### OV-fiets@home
OV-fiets@home is een in november 2008 gestarte proef bij de stations Utrecht Centraal en Den Haag Centraal waarbij gepoogd wordt de stallingsruimte van de OV-fietsen te beperken, door forensen de mogelijkheid te bieden hun fiets 's nachts mee naar huis te nemen. 's Ochtends kan de forens met de OV-fiets naar het station gaan, waarna een andere gebruiker de fiets kan huren. 's Avonds neemt de forens een andere fiets mee naar huis. Op die manier worden de OV-fietsen intensiever gebruikt.

### Elektrische OV-fiets V.2.0: de OV-ebike

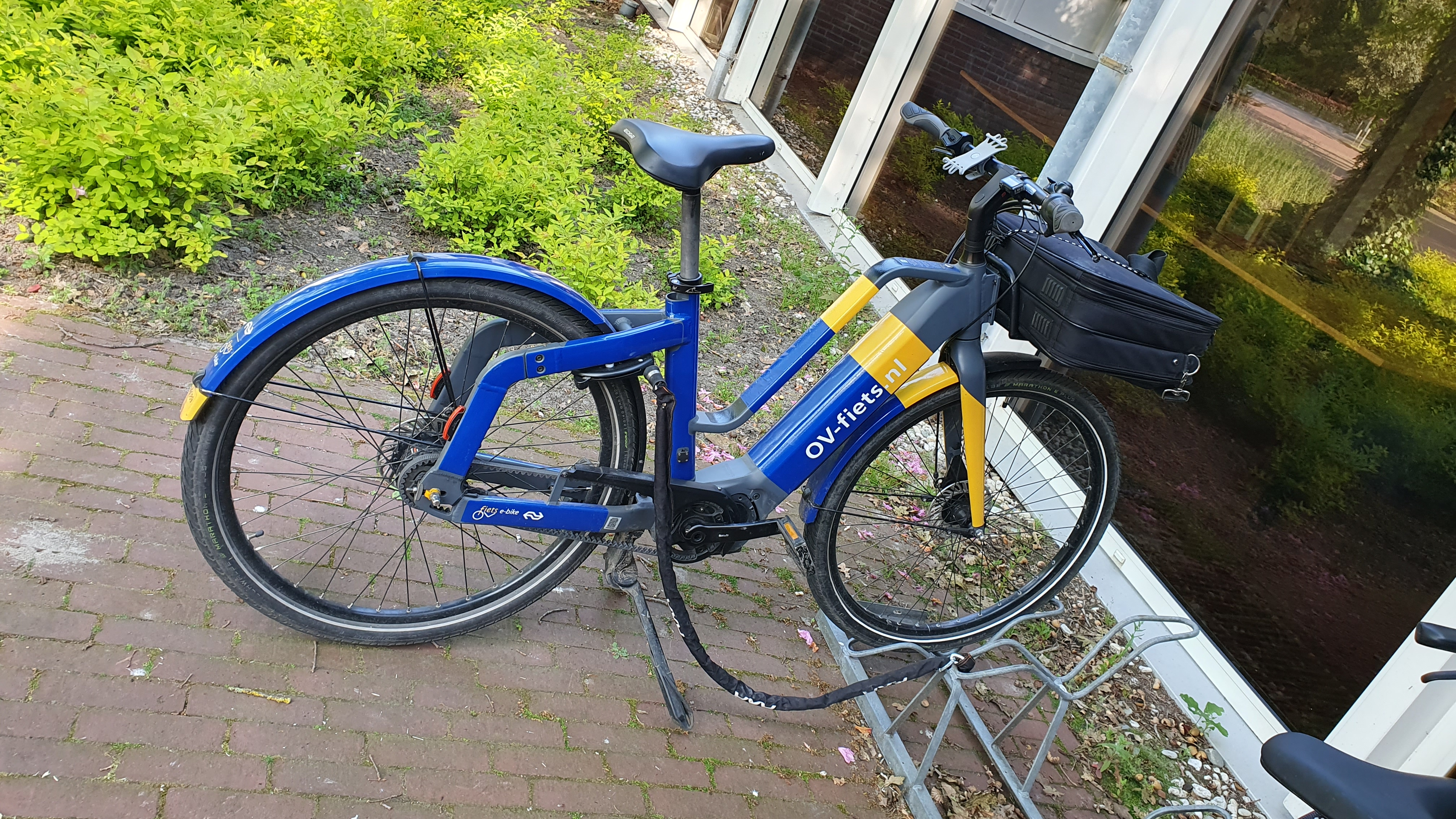
Een OV-ebike Groningen, mei 2023

Eind 2022 heeft NS opnieuw een elektrische OV fiets geïntroduceerd, de OV-ebike van het merk Noord. 
Het betreft een experiment.
Vooralsnog is de OV-ebike daarom op slechts 4 stations beschikbaar: Driebergen-Zeist (vanaf 9-2022), Arnhem Centraal (vanaf 11-2022), Groningen en Maastricht. 
De actieradius is van ca. 50 - 110 km, afhankelijk van de mate van ondersteuning. De kosten bedragen €13 per dag.

### Voormalige verhuurmogelijkheden

#### OV-scooter
De OV-scooter was een elektrische scooter die door gebruikers van de OV-fiets en bezitters van een rijbewijs kon worden gehuurd tussen 2008 en 2014 op verschillende grote stations. De OV-scooters werden weinig gebruikt waardoor deze per 2014 niet meer verhuurd worden.

#### Elektrische OV-fiets

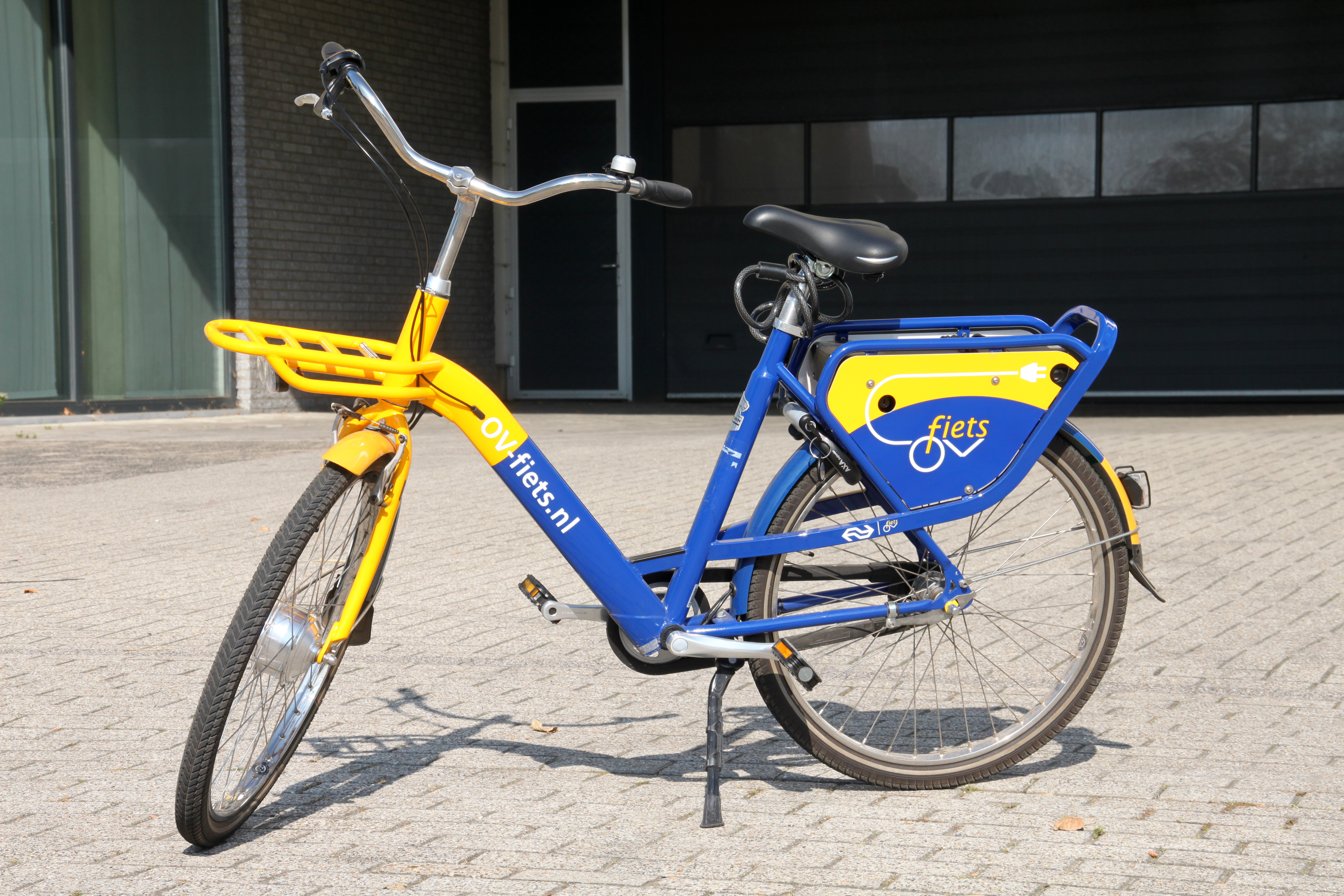
Een elektrische OV-fiets in Eindhoven.

Tussen 2011 en 2014 was op een beperkt aantal stations de mogelijkheid tot het huren van elektrische OV-fietsen. Hiermee werd gepoogd om fietsers een grotere actieradius te geven. Door verschillende factoren is de elektrische OV-fiets per 2015 niet meer te huur.

## Foto's

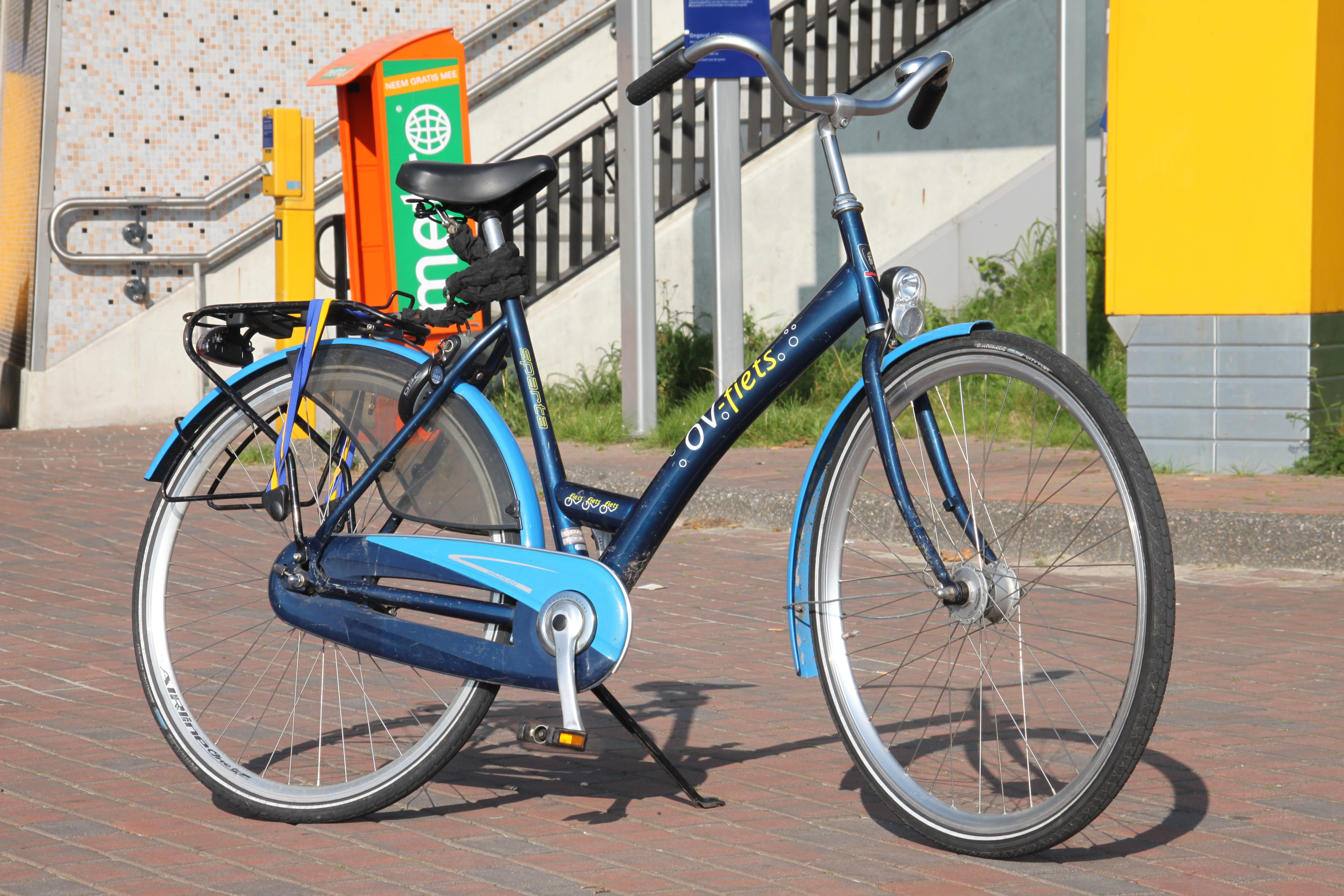
Eerste model OV-fiets
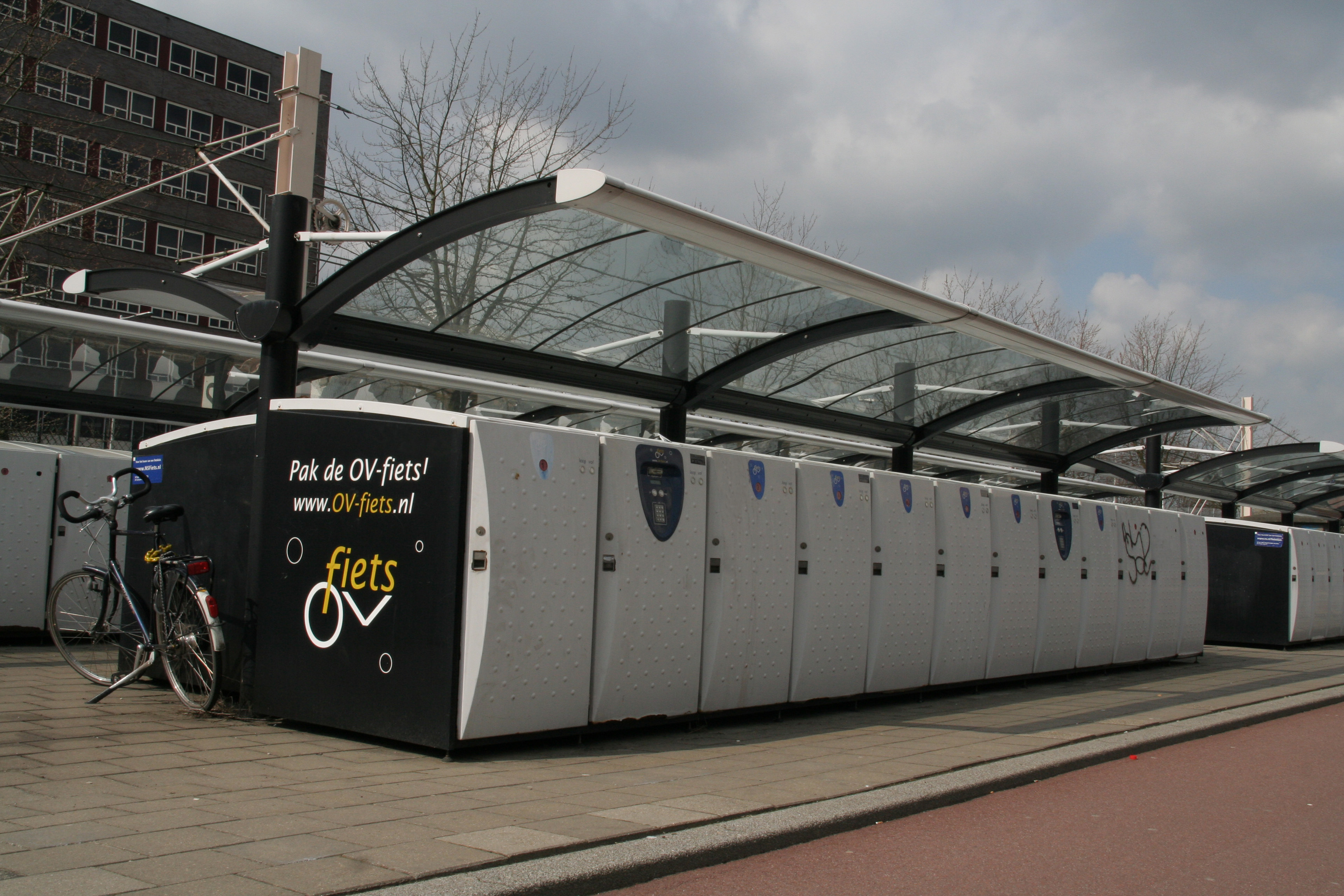
Geautomatiseerde stalling van de OV-fiets bij station Rotterdam Alexander
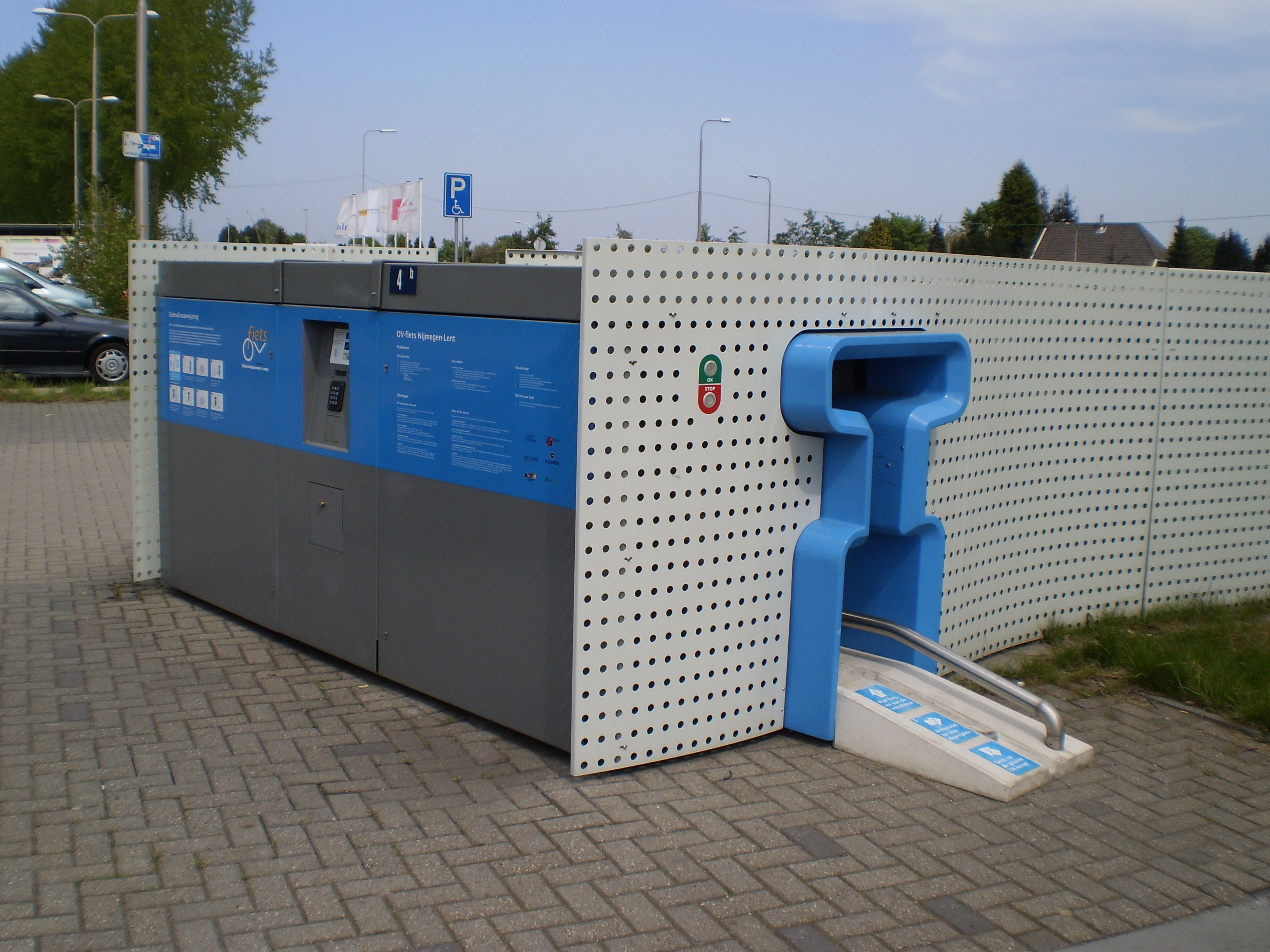
Bikedispenser (fietsuitgiftemachine) bij station Nijmegen Lent
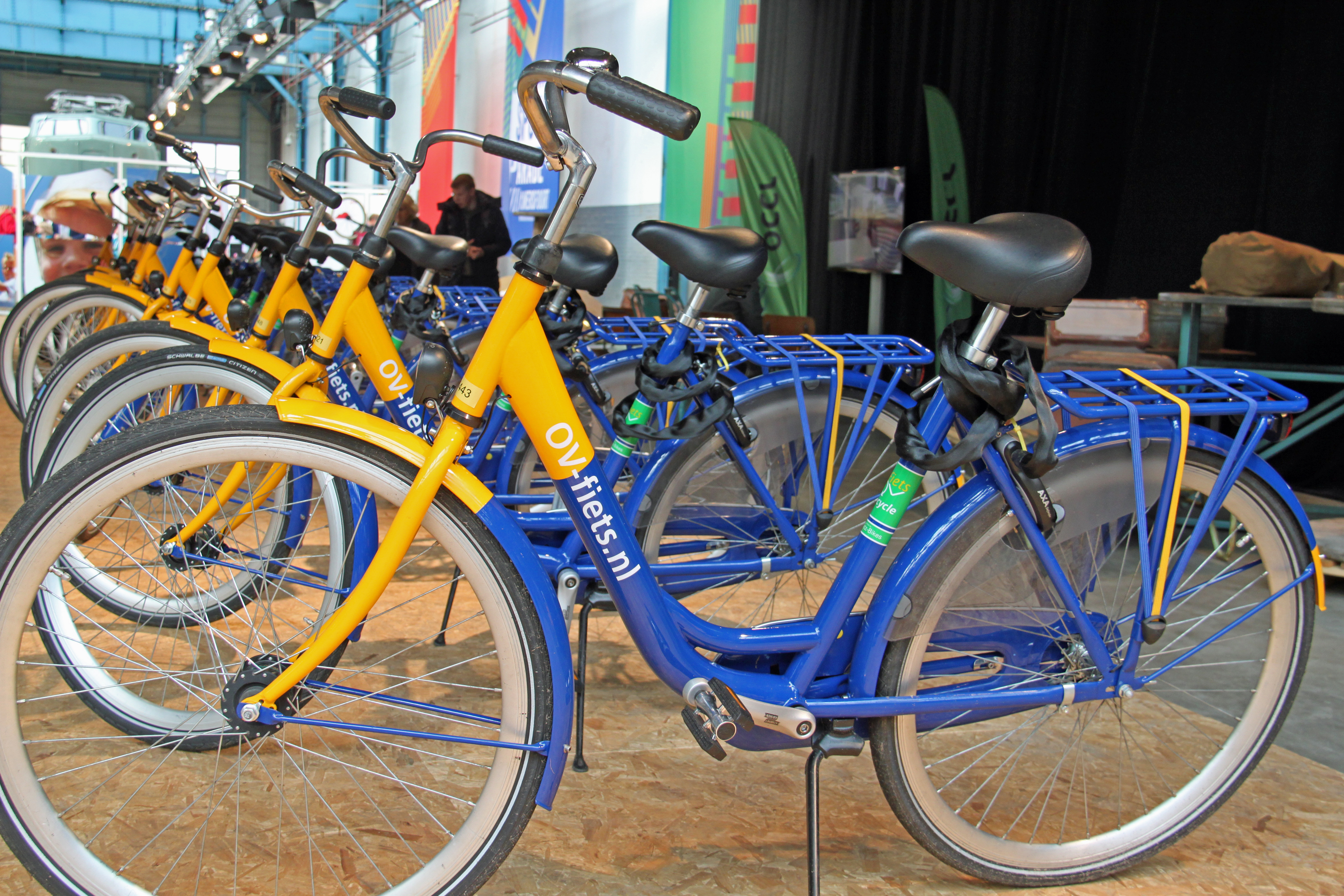
Uit oude fietsen gerecyclede OV-fietsen tijdens de Spoorparade.
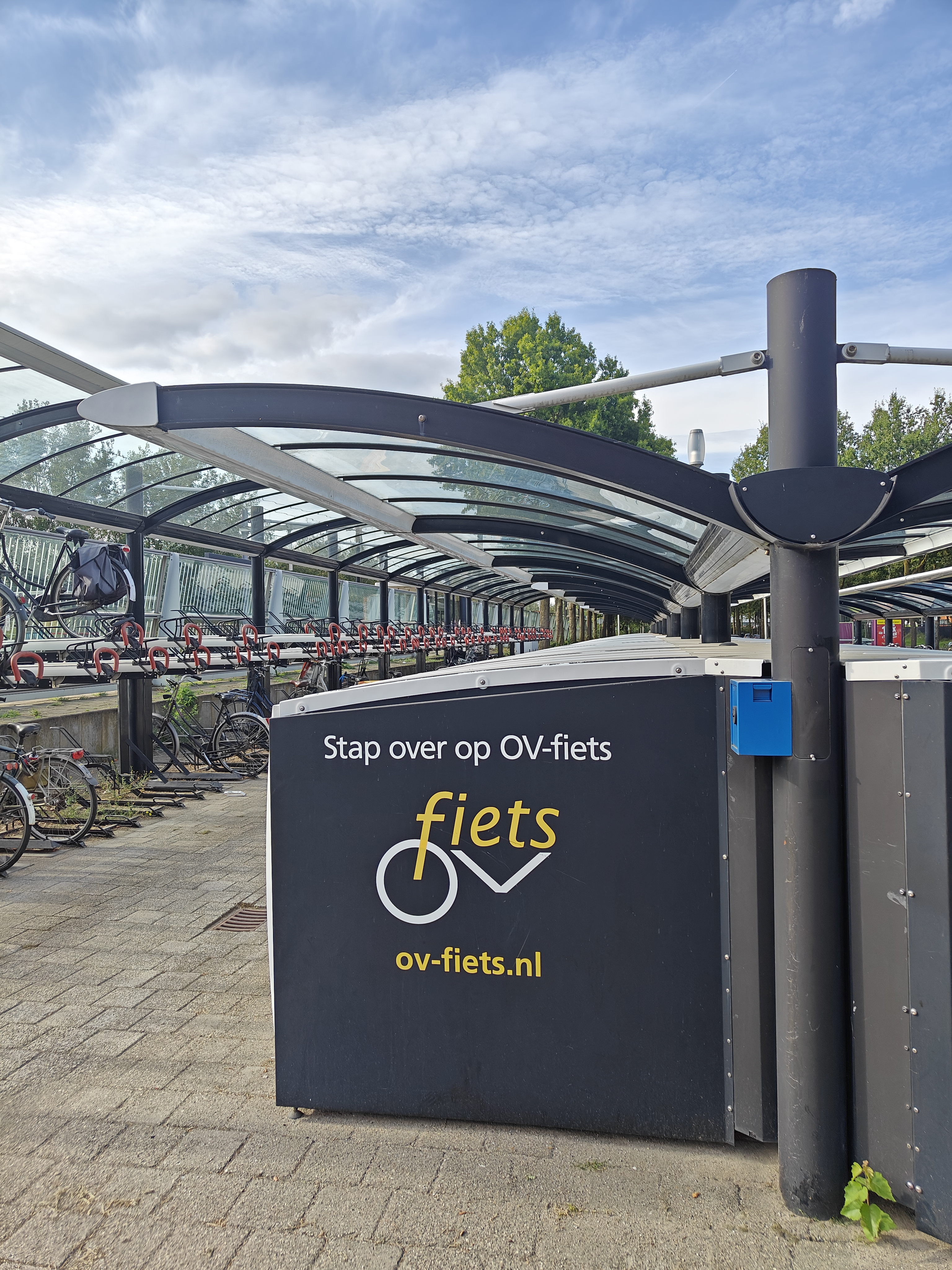
Rij fietskluizen met OV-fietsen bij Station Breda-Prinsenbeek.
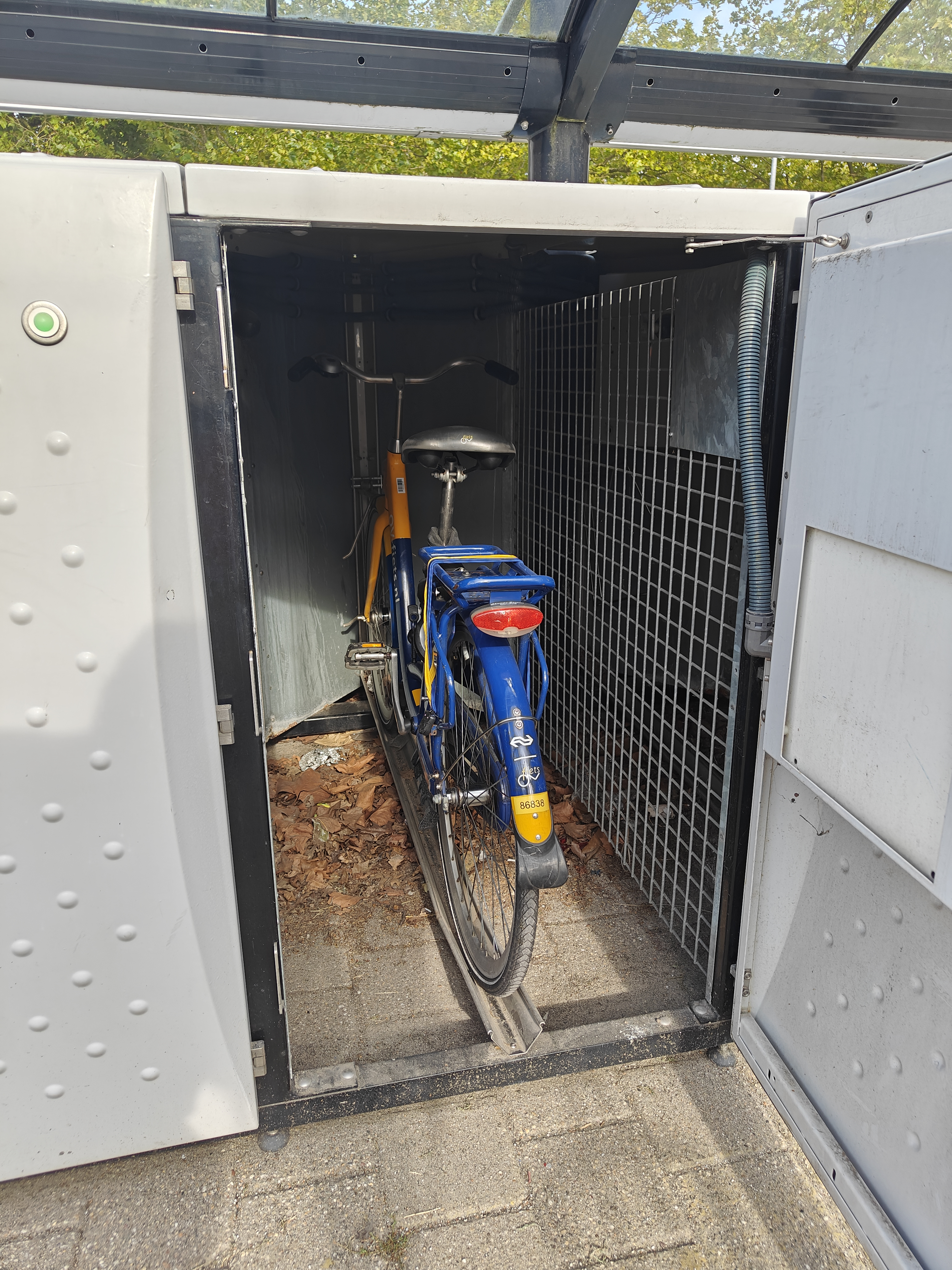
OV fiets in kluis op locatie NS Station Breda-Prinsenbeek.
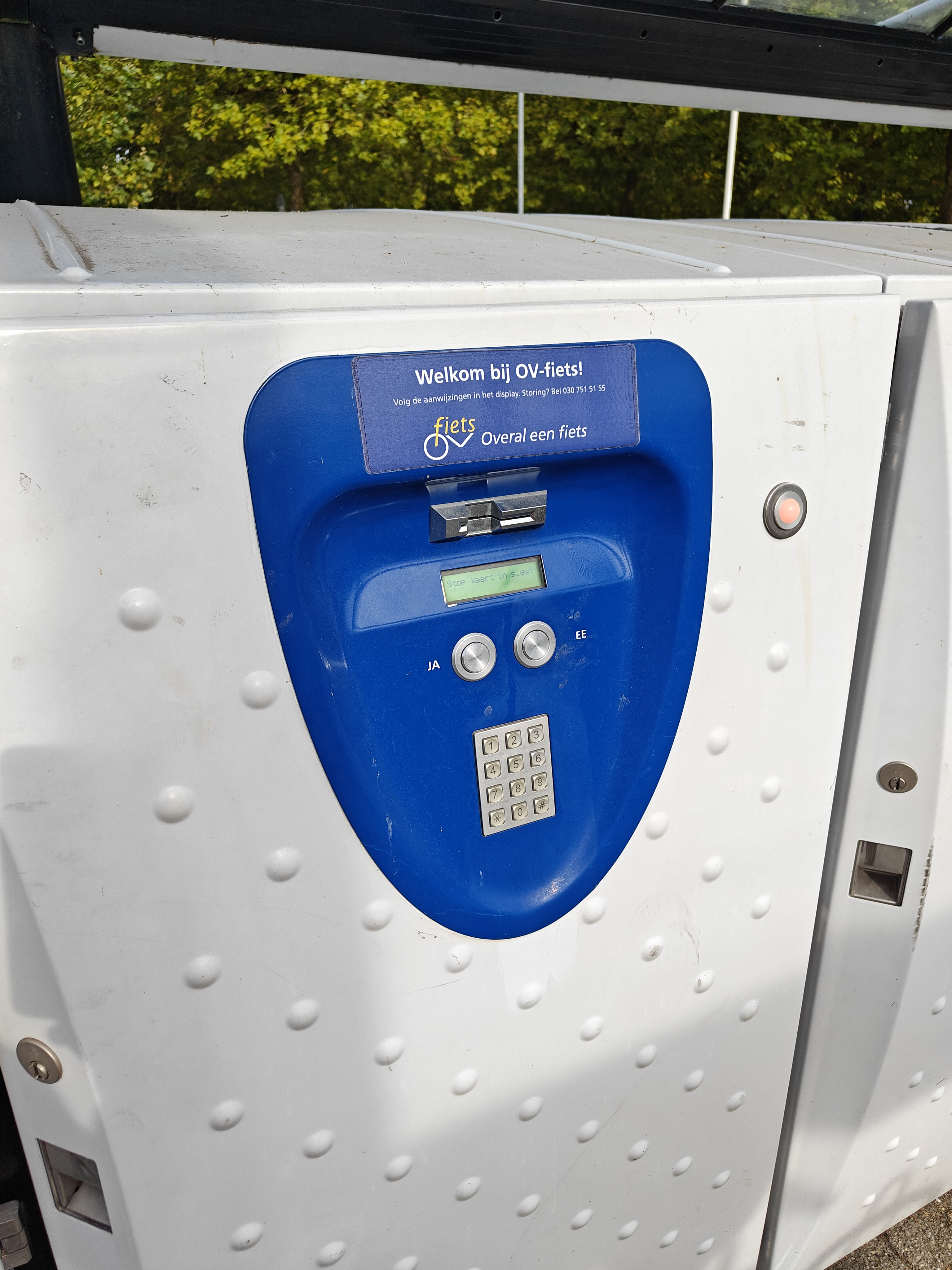
Bedieningspaneel voor uitgifte of retourneren van een OV-fiets.

## Voetnoten
1. 1 2  Bedenker OV-fiets: 'Het is wel aan een upgrade toe'. OV-Magazine. Geraadpleegd op 24 juli 2022.
2. ↑  Koninklijke onderscheiding voor bedenker OV-fiets. OV-Magazine. Geraadpleegd op 24 juli 2022.
3. ↑  www.ovmagazine.nl: Nieuwe OV-fiets opnieuw van Bikes2Go. Artikel is gedateerd 6 oktober 2015 en geraadpleegd op 3 maart 2018
4. ↑  www.bikes2go.nl, geraadpleegd op 3 maart 2018
5. 1 2 3 4  Jaarverslag OV-fiets 2007[dode link]
6. ↑  Spectaculaire groei OV-fiets in 2008[dode link]
7. ↑  Gebruik OV-fiets meer dan verdubbeld
8. ↑  Jaarverslag 2010, NS
9. ↑  Tweet Nederlandse Spoorwegen
10. 1 2  Jaarverslag NS 2013
11. ↑  Jaarverslag NS 2014
12. ↑  Jaarverslag NS 2015
13. ↑  Jaarverslag NS 2016
14. ↑  treinreiziger.nl, Gebruik OV-fiets in 3 jaar verdubbeld. Treinreiziger.nl (5 januari 2018). Geraadpleegd op 5 januari 2018.
15. ↑  2018 in een notendop | NS 2018. 2018.nsjaarverslag.nl. Gearchiveerd op 27 februari 2024. Geraadpleegd op 27 februari 2024.
16. ↑  ovpro.nl, Eén miljoen extra OV-fietsritten afgelegd in 2019. OVpro.nl (18 december 2019). Geraadpleegd op 24 december 2019.
17. 1 2  treinreiziger.nl, Gebruik OV-fiets daalt voor het eerst in de geschiedenis (met 40%). Treinreiziger.nl (12 januari 2021). Geraadpleegd op 12 januari 2021.
18. ↑  NS Jaarverslag 2022 (22 februari 2023).
19. ↑  https://content.presspage.com/uploads/570/dce0380d-3fda-4fd7-a6a9-13049e1bba6d/jaarverslag2023onderembargotot27-02-20241100uur.pdf?10000
20. ↑  https://nieuws.ns.nl/ov-fiets-recordaantal-keer-gebruikt/
21. ↑  https://sites.google.com/site/bikesharingsolutions/dutch-solution/ov-fiets-at-home
22. ↑  NS breidt proef met elektrische OV-fietsen uit, RTL Nieuws (16 november 2022)
23. ↑  OV-ebike, www.ns.nl